# ستاره دوگانه

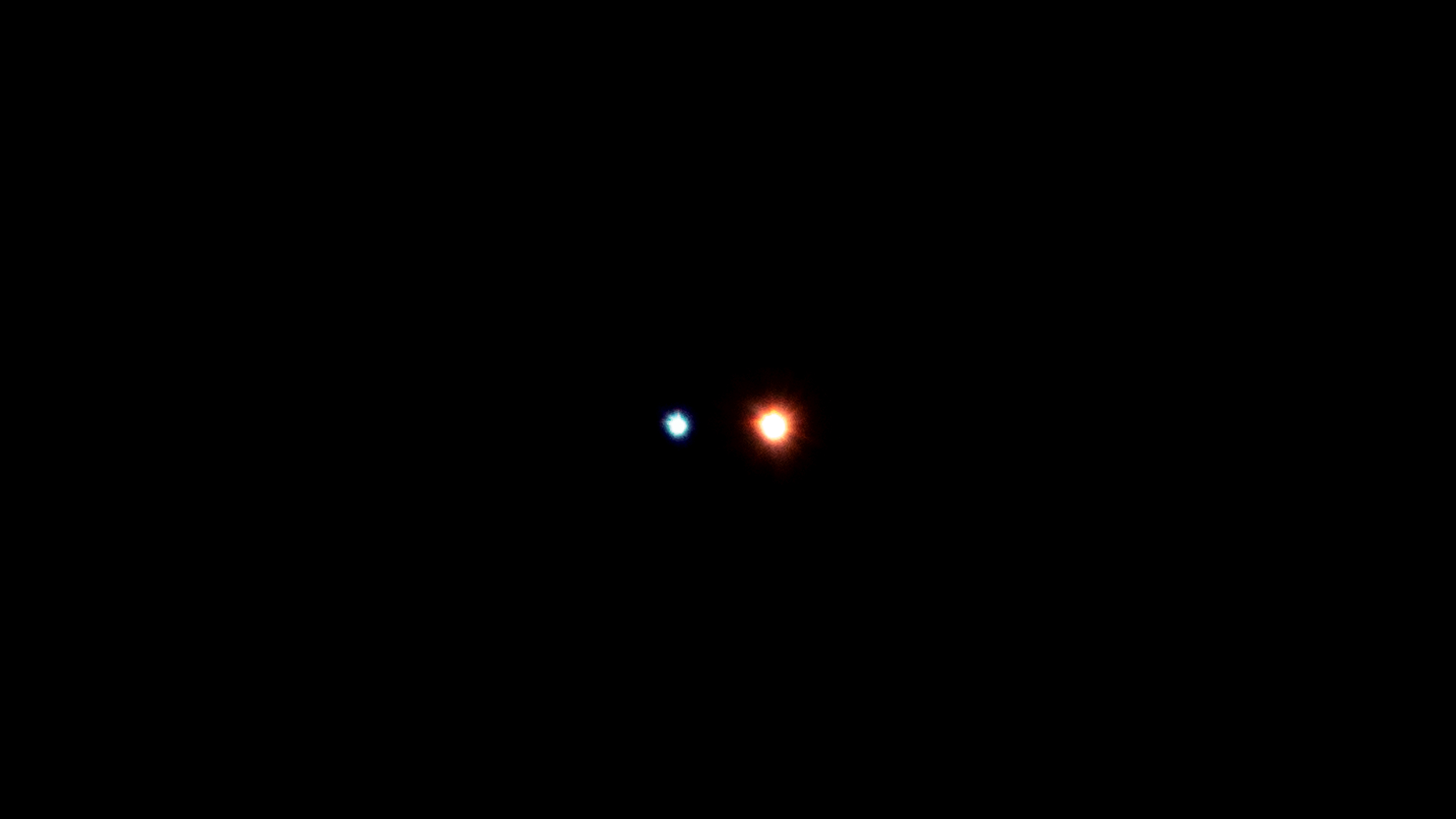
ستاره دوگانه آلبیرو که توسط تلسکوپ 0.4 متری در گنبد Waasa Debaabing در رصدخانه پارک کیلارنی به تصویر کشیده شده است.

در اخترشناسی رصدی، یک ستارهٔ دوگانه یا جفت‌ستاره (به انگلیسی: Double star)، از دو ستاره تشکیل می‌شود که وقتی از روی زمین از طریق یک تلسکوپ نوری مشاهده می‌شوند نزدیک به هم به نظر می‌رسند. این ممکن است به این دلیل باشد که این جفت، تشکیل یک ستارهٔ دوتایی می‌دهند یا ممکن است که یک جفت بصری باشند، یعنی دو ستاره که فاصلهٔ بسیار زیادی از هم دارند در آسمان نزدیک به نظر برسند.